# Gran Premi dels Països Baixos del 1962
Resultats del Gran Premi dels Països Baixos de Fórmula 1 de la temporada 1962, disputat al Circuit de Zandvoort, el 20 de maig del 1962.

## Resultats
| Pos | No | Pilot                   | Equip             | Voltes | Temps/ Retirada   | Pos. de sortida | Punts |
| --- | -- | ----------------------- | ----------------- | ------ | ----------------- | --------------- | ----- |
| 1   | 17 | Graham Hill             | BRM               | 80     | 2h 11' 02. 1      | 2               | 9     |
| 2   | 5  | Trevor Taylor           | Lotus - Climax    | 80     | + 27.2 s          | 10              | 6     |
| 3   | 1  | Phil Hill               | Ferrari           | 80     | + 1' 21.1 min.    | 9               | 4     |
| 4   | 2  | Giancarlo Baghetti      | Ferrari           | 79     | + 1 Volta         | 12              | 3     |
| 5   | 7  | Tony Maggs              | Cooper - Climax   | 78     | + 2 Voltes        | 15              | 2     |
| 6   | 14 | Carel Godin de Beaufort | Porsche           | 76     | + 4 Voltes        | 14              | 1     |
| 7   | 11 | Jo Bonnier              | Porsche           | 75     | + 5 Voltes        | 13              |       |
| 8   | 21 | Jackie Lewis            | Cooper - Climax   | 70     | + 10 Voltes       | 7               |       |
| 9   | 4  | Jim Clark               | Lotus - Climax    | 70     | + 10 Voltes       | 3               |       |
| Ret | 3  | Ricardo Rodríguez       | Ferrari           | 73     | Accident          | 11              |       |
| Ret | 18 | Richie Ginther          | BRM               | 71     | Accident          | 7               |       |
| Ret | 9  | Innes Ireland           | Lotus - Climax    | 61     | Accident          | 6               |       |
| Ret | 10 | Masten Gregory          | Lotus - Climax    | 54     | Palier / Eix      | 16              |       |
| NC  | 16 | Wolfgang Seidel         | Emeryson - Climax | 52     | No Classificat    | 20              |       |
| Ret | 12 | Dan Gurney              | Porsche           | 47     | Caixa canvi       | 8               |       |
| Ret | 6  | Bruce McLaren           | Cooper - Climax   | 21     | Caixa canvi       | 5               |       |
| Ret | 20 | Roy Salvadori           | Lola - Climax     | 12     | Retirat           | 17              |       |
| Ret | 19 | John Surtees            | Lola - Climax     | 8      | Accident          | 1               |       |
| Ret | 8  | Jack Brabham            | Lotus - Climax    | 4      | Accident          | 4               |       |
| Ret | 15 | Ben Pon                 | Porsche           | 2      | Accident          | 10              |       |
| NVS | 16 | Rob Slotemaker          | Porsche           |        | Cotxe no preparat |                 |       |
| NVS | 21 | Maurice Trintignant     | Lotus - Climax    |        | Cotxe no preparat |                 |       |

## Altres
- Pole: John Surtees 1' 32. 5
- Volta ràpida: Bruce McLaren 1' 34. 4 (a la volta 5)